# Strzałki (Ostrołęka)
Pour les articles homonymes, voir Strzałki.
Strzałki (prononciation : [ˈstʂau̯ki]) est un village polonais de la gmina de Kadzidło dans le powiat d'Ostrołęka de la voïvodie de Mazovie dans le centre-est de la Pologne.
Il se situe à environ 4 kilomètres à l'ouest de Kadzidło (siège de la gmina), 22 kilomètres au nord-ouest d'Ostrołęka (siège du powiat) et à 117 kilomètres au nord de Varsovie (capitale de la Pologne).
Le village compte approximativement une population de 156 habitants.

## Histoire
De 1975 à 1998, le village appartenait administrativement à la voïvodie d'Ostrołęka.